# Thamnophis gigas
Thamnophis gigas là một loài rắn trong họ Rắn nước. Loài này được Fitch mô tả khoa học đầu tiên năm 1940.

## Hình ảnh

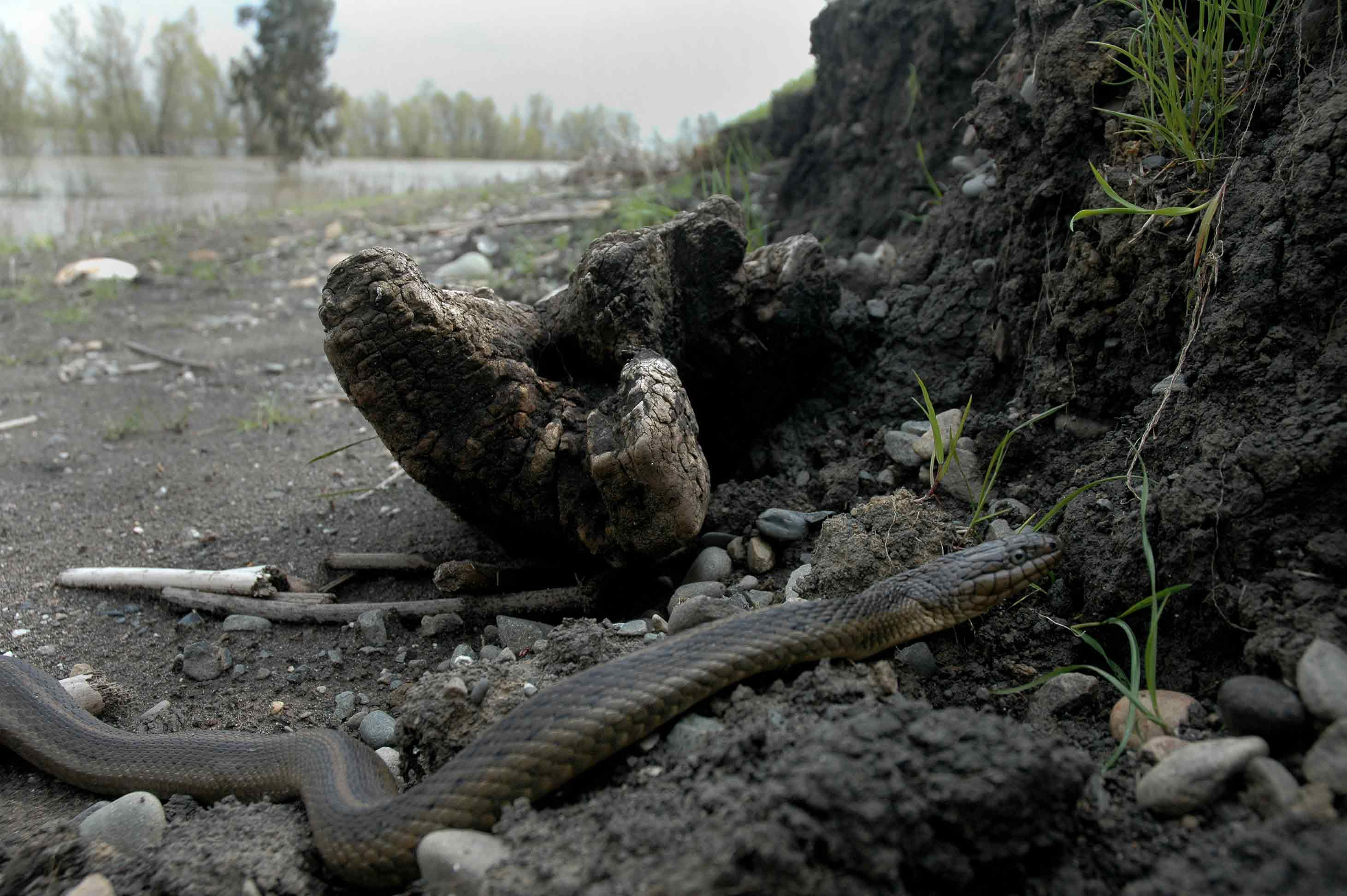
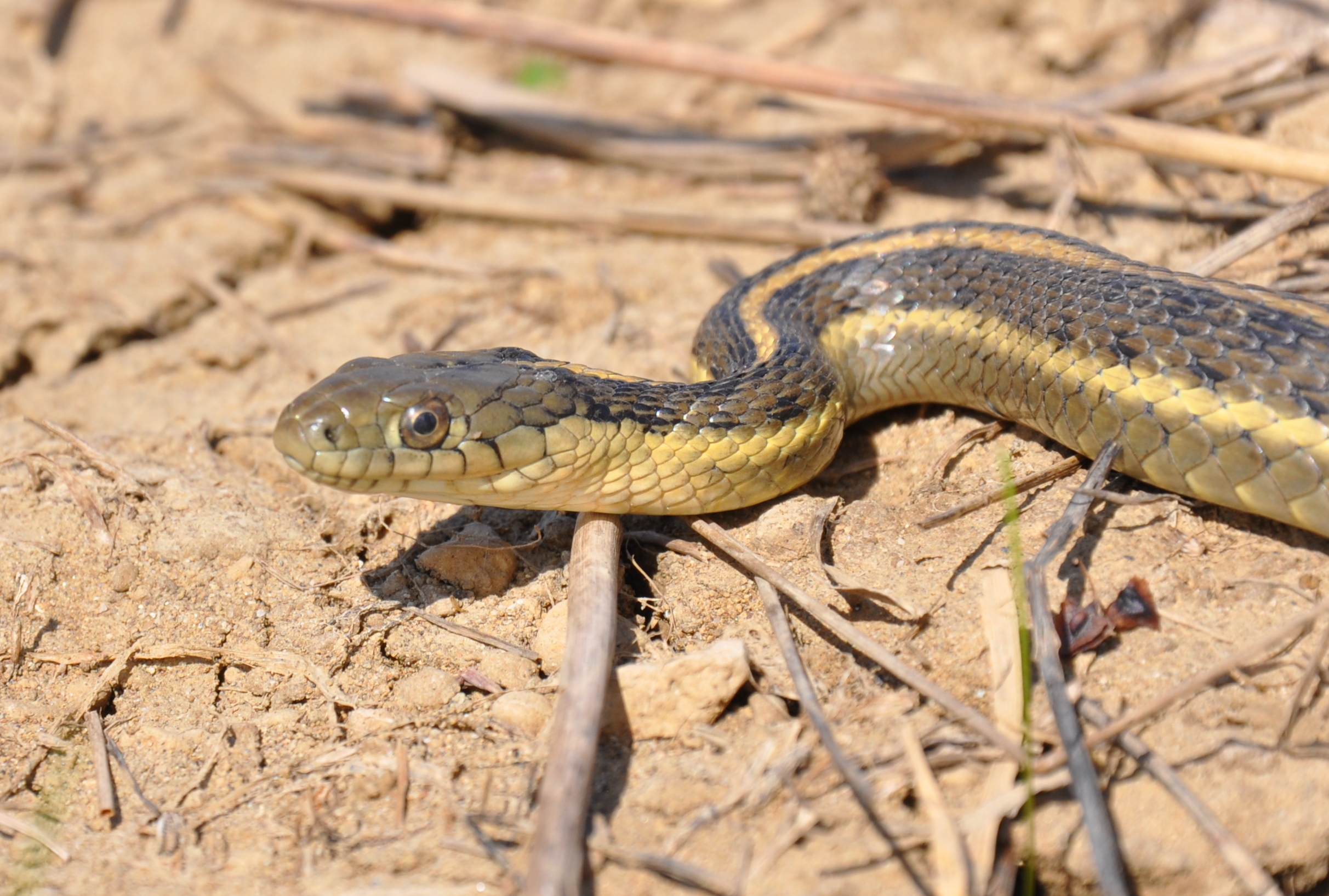
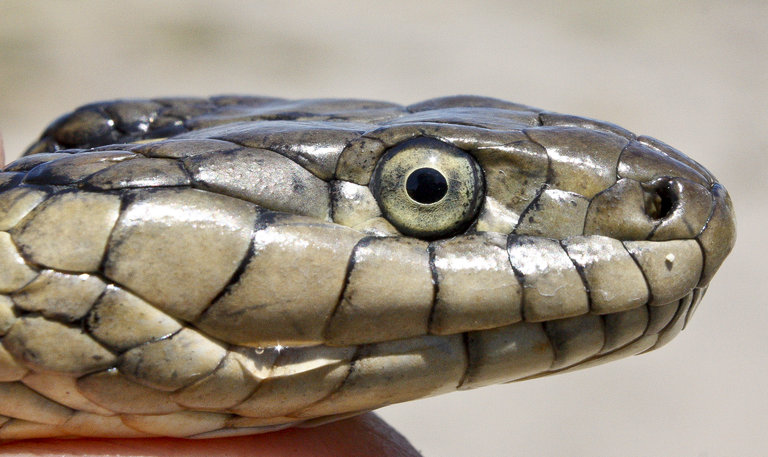